# Crassula nemorosa
Crassula nemorosa ist eine  sukkulente Pflanzenart aus der Familie der Dickblattgewächse (Crassulaceae).

## Beschreibung
Die geophytischen Pflanzen wachsen mit aufrechten, mehr oder weniger verzweigten Trieben bis in 15 Zentimeter Höhe. Es wird eine unterirdische, kugelförmige Knolle mit faserigen Adventivwurzeln ausgebildet. Die abgeflachten Blätter stehen an einem 3 bis 15 Millimeter langen Stiel, sind breit eiförmig bis kreisrund und sind in mehr als drei Paaren angeordnet. Sie werden 3 bis 15 Millimeter lang und 4 bis 13 Millimeter breit. Die ganzrandigen Blätter besitzen eine kahle Oberfläche und sind graugrün gefärbt. Die Blattbasis ist herzförmig bis spontan keilförmig, die Blattspitze gerundet bis gestutzt.
Der Blütenstand ist aus ungestielten und locker angeordneten, endständigen Thyrsen zusammengesetzt. Die dreieckig-eiförmigen Kelchblätter werden bis 2,5 Millimeter lang und sind zugespitzt bis stumpf. Die sternförmige Blütenkrone ist ähnlich einem flachen Becher geformt und erreicht 8 Millimeter im Durchmesser. Sie ist gelblich grün gefärbt und die lanzettlichen Zipfel der Kronblätter werden 3,5 Millimeter lang. Bei älteren Blüten sind die Zipfel zurückgebogen. Die Staubblätter sind gelb gefärbt.

## Verbreitung und Systematik
Die Art wächst in den südafrikanischen Provinzen Nordkap, Ostkap und Westkap im Schatten von Felsen. Die Blütenzeit fällt in den Winter und Frühling, die Blüten können aber auch plötzlich nach Regenfällen erscheinen.
Die Erstbeschreibung als Petrogeton nemorosum durch Christian Friedrich Ecklon und Carl Ludwig Philipp Zeyher wurde 1837 veröffentlicht. Stephan Ladislaus Endlicher stellte die Art dann 1843 in die Gattung Crassula.
Synonyme sind Septas nemorosa (Eckl. & Zeyh.) P.V.Heath (1993), Petrogeton nivale Eckl. & Zeyh. (1837), Crassula nivalis (Eckl. & Zeyh.) Endl. ex Walp. (1843), Crassula confusa Schönland & Baker f. (1898) und Crassula coerulescens Schönland (1929).

## Nachweise